# Leone Comini
Leone Comini (Treppo Grande, 27 maggio 1911 – Cividale del Friuli, 26 luglio 1978) è stato un giornalista e scrittore italiano.
Vinse nel 1972 il Premiolino.

## Biografia
Ancora studente, entrò in contatto con i futuristi friulani. A diciott'anni scriveva su varie pubblicazioni e riviste tra cui "La Panarie".
Entrò in contatto con la redazione udinese del quotidiano Il Gazzettino per cui tenne fra l'altro un diario a puntate durante il servizio militare, e dove fu poi assunto nel 1932.
Col richiamo alle armi nel 1935, in vista della guerra di Etiopia, i rapporti con il Gazzettino si allentarono: inviava quando possibile le sue corrispondenze dall'Africa. L'avventura abissina sarebbe diventata molti anni più tardi l'ispirazione per il romanzo "Mia moglie Fiore", pubblicato nel 1971.
Rimpatriato, rientrò al Gazzettino, alla redazione di Vicenza, dove lavorò alla cronaca locale per tre anni prima di essere chiamato a Venezia. A Vicenza conobbe la futura moglie. Come corrispondente di guerra coprì al fronte, per il Gazzettino, la campagna dei Balcani del 1941.
Nel 1942 lasciò il Gazzettino e passò al Resto del Carlino di Bologna, dove lavorò fino alla fine della guerra, collaborando (benché non in armi) anche con la Resistenza. La Liberazione lo ritrovò a Venezia, con la famiglia: tornò a lavorare al Gazzettino commissariato dal CLN, e poi al Gazzettino Sera: l'edizione pomeridiana del quotidiano, di cui fu per circa tre anni prima capocronista e quindi caporedattore. Dal 1948 passò nuovamente alla testata del mattino come inviato speciale.
Nel 1953 ritornò a Udine al vertice della redazione del Friuli. Nel 1955, benché sempre al Gazzettino,  aveva nel frattempo rifondato e cominciato a dirigere il settimanale “Il Friuli”. Verso la fine degli anni '50 realizzò per radio Trieste "Il Fogolâr”, il primo settimanale radiofonico in friulano della Rai. Dal 1960 al Gazzettino alternò il lavoro di inviato a quello di capo delle redazioni provinciali di Trieste, Padova, Venezia e Udine.
Nel 1970, sostituito al vertice della redazione friulana, ricominciò a fare l'inviato speciale; nel frattempo scriveva il romanzo “Mia moglie Fiore”. Per il suo giubileo professionale del 1972, quarant'anni di mestiere, Comini fu festeggiato con un libro edito dalle Arti Grafiche di Udine, “Nel segno del Leone”, silloge di testimonianze di colleghi ed amici. Lo stesso anno gli fu assegnato il premio nazionale di giornalismo “Premiolino”.

## Testate per cui ha lavorato
- La Panarie - Udine
- Il Gazzettino - Venezia
- Gazzettino Sera - Venezia
- Il resto del Carlino - Bologna
- Il Friuli - Udine
- Il Fogolâr - Trieste

## Opere
- 1955: "Poesiis" di Gio Batta Gallerio, introduzione e scelta, Editrice Nord Est Udine.
- 1971: "Mia moglie Fiore", Pan Milano.
- 1982: "Motti e detti Friulani". Helvetia Venezia.

## Riconoscimenti
- 1964: Premio Epifania, Tarcento.
- 1972: Premio nazionale di giornalismo Premiolino.[1]